# Musandera
Musandera je vrsta namještaja. Drvorezbarski je pojam iz bosanske stambene arhitekture. Svaka tradicionalna bosanska kuća, bilo da je bila muslimanska, kršćanska ili židovska, bez obzira na imovinski status stanara, imala je musanderu. To je drvena okolica u čijem su se sklopu nalazili zidana zemljana peć, banjica i dolafi za posteljinu i bila je uz četvrti zid, a uz prva tri zida pružali su se minderi za sjedenje.

## Vanjske poveznice
- Drvorezbarstvo  Arhivirana inačica izvorne stranice od 18. veljače 2018. (Wayback Machine) Mulićev muzej drvorezbarstva - musandera